# Cerkev sv. Kancijana, Kranj
Cerkev svetega Kancijana in tovarišev je poznogotska cerkev verjetno z začetka 15. stoletja, posvečena sv. Kancijanu, Kanciju, Protu in Kancijanili ter stoji na temeljih predslovanskega sakralnega objekta iz 6. stoletja, kar so pokazale tudi arheološke raziskave v letih 1972 in 1984. Stoji v središču Kranja, na robu glavnega trga. Je eden najpomembnejših spomenikov gotskega stavbarstva na Slovenskem ter vzor številnim pozneje zgrajenim cerkvam (Radovljica, Škofja Loka, Kamnik, Šentrupert na Dolenjskem).
Kranjska pražupnija je bila znana že sredi 10. stoletja. Ob stari slovanski stavbi je bilo tudi pokopališče, ki je obsegalo večino sedanjega srednjeveškega mestnega jedra na okljuku med Kokro in Savo.

## Opis
Cerkev je dvoranska s površino 442 m³. Dvorano delijo štirje vitki osmerostrani nosilci v nekakšne tri ladje z enako višino stropa. Zvonik je vgrajen v cerkev. Cerkev so dali zgraditi stari bogati meščani.
Prezbiterij je bil leta 1413 prizidan k starejši cerkveni ladji in je značilen primer dolgega kora. Sredi 15. stoletja so starejšo ladjo zamenjali z gotsko dvorano s poligonalnimi slopi. Nad prstanastimi kapiteli se dvigajo v mrežo zvezdastih obočnih reber bogato figuralno in dekorativno okrašeni sklepniki. 
Na oboku središčne zvezde so rastlinske dekoracije in freske angelov z glasbili iz sredine 15. stoletja (delavnica Žirovniškega mojstra, 1461), nad glavnim portalom je relief Oljske gore (okoli leta 1440). Originalni krilni oltar cerkve iz leta 1500 je bil prodan na Dunaj. Sedanji oltar s kipi Franceta Goršeta in barvna okna so novejši (arhitekt Ivan Vurnik, 1934, slikar Stane Kregar, 1969).
Med restavriranjem leta 2004 so odkrili originalne poslikave.
Ob stranskem pročelju sloni Majdičev vodnjak, delo kiparja Fran Bernekerja, s kipoma Janeza Nepomuka in kraljice.
Cerkev spada med najpomembnejše kulturnozgodovinske bisere Kranja. Zaradi dobre akustike prostora danes v njej poleg rednih cerkvenih obredov večkrat pripravijo koncerte klasične in zborovske glasbe.
- Notranjost cerkve Sv. Kancijana in tovarišev v Kranju
- Vhod v cerkev
- Kranj z zvonika cerkve
- Arhitektura cerkve - notranjost
- Prvotni oltar iz ok. 1510 (levi)
- Prvotni oltar iz ok. 1510 (desni)